# 菲尔索夫卡河
菲尔索夫卡河（俄语：Река Фирсовка）或小田寒川（日语：／）是萨哈林州的河流，源起多林斯基山脉，长25公里，流域面积191平方公里，注入捷尔佩尼耶湾。

## 引用
1. ↑  . 樺太演習林デジタルアーカイブズ.   [2024-01-04]. （原始内容存档于2024-01-04）.
2. ↑  М·Г·瓦西科夫斯基. . 列宁格勒: 气象出版社. 1973 （俄语）.
3. ↑  . 国家水登记处.   [2024-01-04]. （原始内容存档于2024-01-04） （俄语）.